# Heikki Laitinen
Heikki Laitinen (* 28. September 1994 in Pieksämäki, Südsavo) ist ein finnischer Biathlet. Er gab 2020 sein Debüt im Weltcup und nahm an den Olympischen Spielen 2022 teil.

## Sportliche Laufbahn
Heikki Laitinen gab sein internationales Debüt im Januar 2012 bei den Olympischen Jugendspielen und erreichte die Plätze 27 und 28 in Sprint und Verfolgung. Auch nahm er an den Jugendweltmeisterschaften 2012 in Kontiolahti teil und belegte den 50. Rang im Einzelrennen. Sein nächster Auftritt erfolgte erst drei Jahre später bei den Juniorenrennen der Europameisterschaften in Otepää, als er unter anderem dank fehlerfreiem Schießen im Einzel Zehnter wurde. Daher durfte der Finne im Staffelrennen an der Seite von Olli Jaakkola, Tommi Kärmeniemi und Tuomas Grönman erstmals einen Wettkampf auf Erwachsenenebene bestreiten und erreichte Platz 15. Kurz darauf bestritt er noch die Juniorenweltmeisterschaften in Minsk, wo als Bestergebnis Rang 21 in der Verfolgung zu Buche stand. Nach einer weiteren längeren Pause trat Laitinen erst am Ende der Saison 2018/19 wieder zu internationalen Wettkämpfen an und wurde bei seinem IBU-Cup-Debüt am Arber 51. des Einzels und 65. des Sprints. Im Laufe des Folgewinters gelangen ihm mit zwei 19. Plätzen auf dieser Ebene auch seine ersten Punktgewinne, wonach er am Wochenende von Nové Město na Moravě erstmals einen Startplatz im Weltcup bekam, dort aber nach drei Schießfehlern im Sprint nicht über Platz 98 hinauskam. In der zweiten Saisonhälfte des Winters 2020/21 gelang dem Finnen eine starke Steigerung, da er zunächst in Osrblie drei Top-20-Platzierungen erzielte und kurz darauf, beim Kurzeinzel in Obertilliach, hinter Hugo Rivail und Daniele Cappellari überraschend seinen ersten Podestplatz im IBU-Cup erreichte.
In der Saison 2021/22 war Laitinen durchgehend Teil des finnischen Weltcupkaders, kam aber in keinem Wettkampf in die Nähe der Punkteränge. Dennoch wurde er als vierter Mann des Teams für die Olympischen Spiele von Peking nominiert und erzielte im Rahmen der Spiele als 54. des Sprints und 49. der Verfolgung seine besten Saisonresultate. Bei den Sommerbiathlon-Weltmeisterschaften 2022 verpasste er seine erste Medaille auf Erwachsenenebene nur äußerst knapp, da er sich im Supersprint bei einem aus sechs Athleten bestehenden Zielsprint nicht durchsetzen konnte. Auf den drittplatzierten Peppe Femling fehlten im Ziel sechs Zehntelsekunden. In der Folgesaison konnte der 28-Jährige dies nicht bestätigen; neben insgesamt vier Top-50-Platzierungen nahm er an seinen ersten Weltmeisterschaften teil und belegte im Sprint Platz 71. Den Winter 2023/24 begann er daher zunächst im IBU-Cup, erreichte auf dieser Ebene unter anderem im Sprint von Idre Rang sieben und wurde nach dem Jahreswechsel wieder in das Weltcupteam beordert. Beim Sprint in Ruhpolding lief er dabei auf den 24. Platz und ergatterte somit seine ersten Weltcuppunkte. Zwar konnte er diese Platzierung im Saisonverlauf nicht bestätigen, war aber auch mehrmals Teil der Männerstaffel und erreichte in diesem Zuge in Soldier Hollow mit Jaakko Ranta, Tero Seppälä und Otto Invenius den siebten Rang. Laitinens nächster Weltcupauftritt folgte erst im letzten Trimester der Folgesaison, erneut gelang ihm aber mit Rang 27 im Sprint von Nové Město ein gutes Ergebnis.

## Statistiken

### Weltcupplatzierungen
Die Tabelle zeigt alle Platzierungen (je nach Austragungsjahr einschließlich Olympische Spiele und Weltmeisterschaften).
- 1.–3. Platz: Anzahl der Podiumsplatzierungen
- Top 10: Anzahl der Platzierungen unter den ersten zehn (einschließlich Podium)
- Punkteränge: Anzahl der Platzierungen innerhalb der Punkteränge (einschließlich Podium und Top 10)
- Starts: Anzahl gelaufener Rennen in der jeweiligen Disziplin
- Staffel: inklusive Mixed- und Single-Mixed-Staffeln

| Platzierung               | Einzel | Sprint | Verfolgung | Massenstart | Staffel | Gesamt |
| ------------------------- | ------ | ------ | ---------- | ----------- | ------- | ------ |
| 1. Platz                  |        |        |            |             |         |        |
| 2. Platz                  |        |        |            |             |         |        |
| 3. Platz                  |        |        |            |             |         |        |
| Top 10                    |        |        |            |             | 3       | 3      |
| Punkteränge               |        | 2      | 2          |             | 11      | 15     |
| Starts                    | 6      | 19     | 7          |             | 11      | 43     |
| Stand: Saisonende 2024/25 |        |        |            |             |         |        |

### Weltcupwertungen

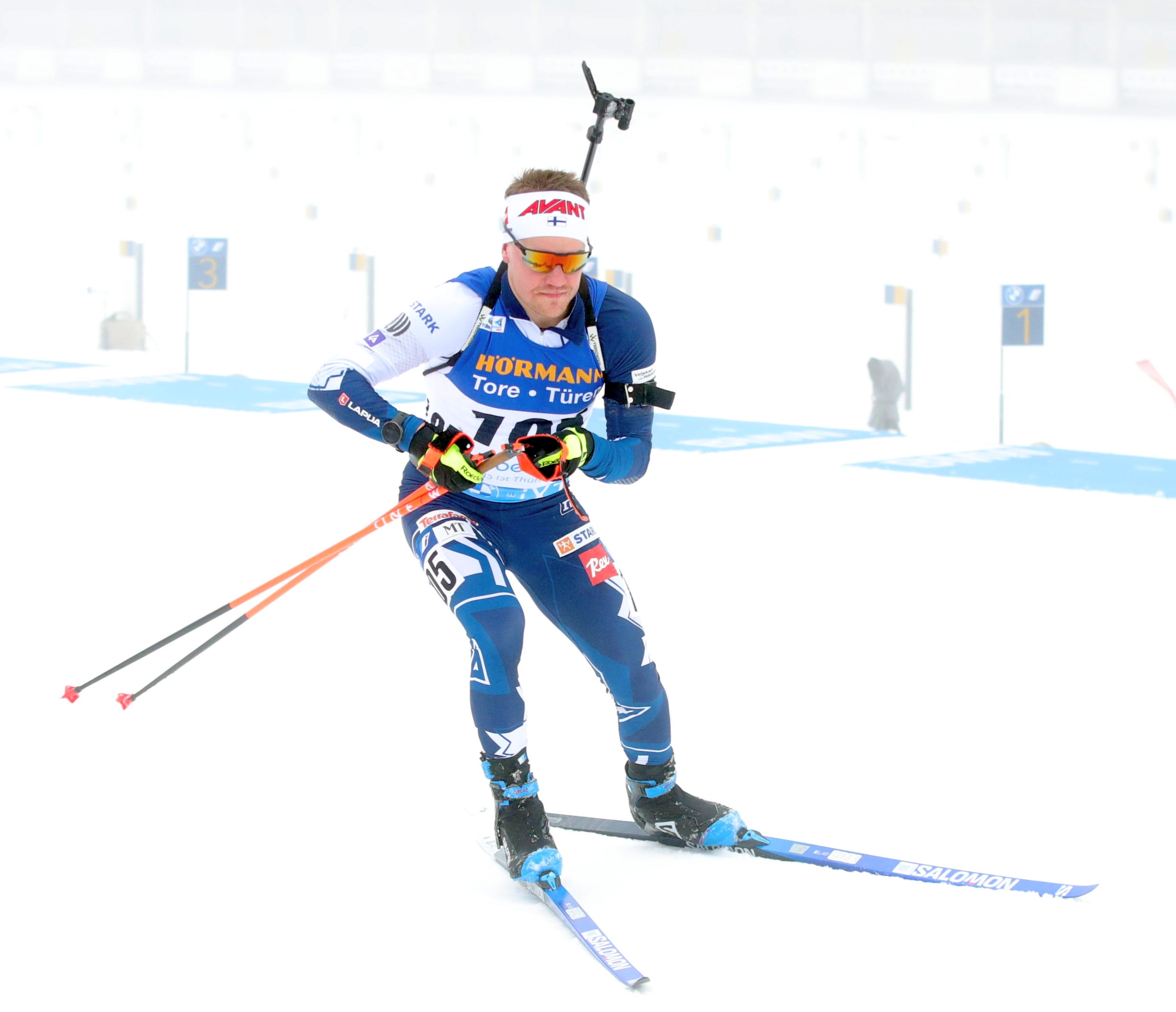
Laitinen während des Sprintrennens bei der WM 2023 in Oberhof

Ergebnisse bei Biathlon-Weltcups (Disziplinen- und Gesamtweltcup) gemäß Punktesystem:
| Saison  | Einzel | Einzel | Sprint | Sprint | Verfolgung | Verfolgung | Massenstart | Massenstart | Gesamt | Gesamt |
| Saison  | Platz  | Punkte | Platz  | Punkte | Platz      | Punkte     | Platz       | Punkte      | Platz  | Punkte |
| ------- | ------ | ------ | ------ | ------ | ---------- | ---------- | ----------- | ----------- | ------ | ------ |
| 2023/24 | –      | –      | 57.    | 17     | 69.        | 6          | –           | –           | 67.    | 23     |
| 2024/25 | –      | –      | 61.    | 14     | –          | –          | –           | –           | 72.    | 14     |

### Olympische Winterspiele
Ergebnisse bei Olympischen Winterspielen:
|                                        | Einzelwettbewerbe | Einzelwettbewerbe | Einzelwettbewerbe | Einzelwettbewerbe | Staffelwettbewerbe | Staffelwettbewerbe |
| Einzel                                 | Sprint            | Verfolgung        | Massenstart       | Männerstaffel     | Mixedstaffel       |                    |
| -------------------------------------- | ----------------- | ----------------- | ----------------- | ----------------- | ------------------ | ------------------ |
| Olympische Winterspiele 2022 \| Peking | 66.               | 54.               | 49.               | –                 | 17.                | –                  |

### Weltmeisterschaften
Ergebnisse bei Weltmeisterschaften:
| Weltmeisterschaften | Weltmeisterschaften | Einzelwettbewerbe | Einzelwettbewerbe | Einzelwettbewerbe | Einzelwettbewerbe | Staffelwettbewerbe | Staffelwettbewerbe | Staffelwettbewerbe |
| Jahr                | Ort                 | Einzel            | Sprint            | Verfolgung        | Massenstart       | Männerstaffel      | Mixedstaffel       | S.-M.-Staffel      |
| ------------------- | ------------------- | ----------------- | ----------------- | ----------------- | ----------------- | ------------------ | ------------------ | ------------------ |
| 2023                | Oberhof             | –                 | 71.               | –                 | –                 | –                  | –                  | –                  |
| 2024                | Nové Město          | –                 | 55.               | 51.               | –                 | –                  | –                  | –                  |

### Jugend-/Juniorenweltmeisterschaften
Laitinen nahm 2011 an den Jugend- und 2015 an den Juniorenwettkämpfen teil.
| Weltmeisterschaften | Weltmeisterschaften | Einzelwettbewerbe | Einzelwettbewerbe | Einzelwettbewerbe | Männerstaffel |
| Jahr                | Ort                 | Einzel            | Sprint            | Verfolgung        | Männerstaffel |
| ------------------- | ------------------- | ----------------- | ----------------- | ----------------- | ------------- |
| 2011                | Nové Město          | 50.               | –                 | –                 | –             |
| 2015                | Minsk               | 42.               | 34.               | 21.               | 10.           |